# De Pias van het Pentagon
De Pias van het Pentagon is een boek uit 2004, geschreven door Pieter Nouwen, over de hypothetische situatie dat de Verenigde Staten Nederland met oorlog dreigen, nadat het Internationaal Strafhof de Amerikaanse regering wegens het voeren van een onwettige aanvalsoorlog aanklaagt en beklaagden vastzet in haar internationale gevangenis in Scheveningen. Het boek beschrijft de politieke en juridische mogelijkheden en gevolgen vanuit de politieke Europese en Amerikaanse gebeurtenissen ten tijde van het schrijven van het boek. De verhaallijn wordt aan het eind van ieder hoofdstuk onderbroken door aan het onderwerp verwante en niet-fictieve artikelen uit kranten en internet.